# Яровщина (Альоховщинське сільське поселення)
Яровщина (рос. Яровщина) — присілок у Лодєйнопольському районі Ленінградської області Російської Федерації.
Населення становить 486 осіб. Належить до муніципального утворення Альоховщинське сільське поселення.

## Історія
Згідно із законом від 20 вересня 2004 року № 63-оз належить до муніципального утворення Альоховщинське сільське поселення.

## Населення
| 1838 | 1862 | 1927 | 1961 | 1997 | 2007 | 2010 |
| ---- | ---- | ---- | ---- | ---- | ---- | ---- |
| 42   | ↗54  | ↗188 | ↘163 | ↗559 | ↘508 | ↘448 |
| 2014 | 2015 | 2016 |      |      |      |      |
| ↗491 | ↘483 | ↗486 |      |      |      |      |